# Vakaga

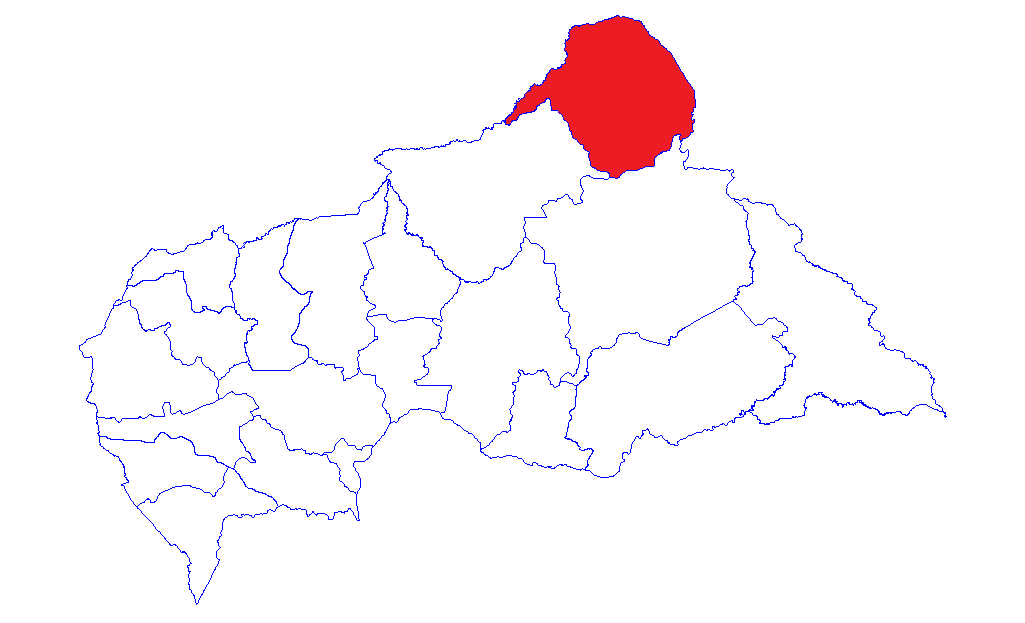
Localização de Vakaga

Vakaga é uma das 20 prefeituras da República Centro-Africana, tendo Birao como capital. A região abrange uma área de 46 500 km² e, de acordo com o último censo realizado em 2003, sua população era de 52 255 habitantes. Em 2024, estimativas oficiais apontam que a população chegou a 89 189 pessoas.
A região é conhecida pelas suas reservas de petróleo[carece de fontes?] e por ser a prefeitura onde nasceu o ex-presidente do país, Michel Djotodia, que governou de 2013 a 2014.